# Eremopedes cylindricerca
Eremopedes cylindricerca är en insektsart som beskrevs av Rentz, D.C.F. 1972. Eremopedes cylindricerca ingår i släktet Eremopedes och familjen vårtbitare. Inga underarter finns listade i Catalogue of Life.